# 6024 Ochanomizu
6024 Ochanomizu este un asteroid din centura principală de asteroizi.

## Descriere
6024 Ochanomizu este un asteroid din centura principală de asteroizi. A fost descoperit pe 27 octombrie 1992 la Dynic de Atsushi Sugie. El prezintă o orbită caracterizată de o semiaxă mare de 2,39 ua, o excentricitate de 0,09 și o înclinație de 9,2° în raport cu ecliptica.